# Drosophila xanthognoma
Drosophila xanthognoma este o specie de muște din genul Drosophila, familia Drosophilidae, descrisă de Hardy în anul 1965. Conform Catalogue of Life specia Drosophila xanthognoma nu are subspecii cunoscute.